# Совер
Совер (итал. Sover) је насеље у Италији у округу Тренто, региону Трентино-Јужни Тирол.
Према процени из 2011. у насељу је живело 270 становника. Насеље се налази на надморској висини од 842 м.

## Становништво
Према резултатима пописа становништва 2011. у општини је живело 882 становника.
| 1931. | 1936. | 1951. | 1961. | 1971. | 1981. | 1991. | 2001. | 2011. |
| ----- | ----- | ----- | ----- | ----- | ----- | ----- | ----- | ----- |
| 1.430 | 1.298 | 1.360 | 1.284 | 1.090 | 991   | 939   | 904   | 882   |